# Le Procès de l'Amérique
Le Procès de l'Amérique, sous-titré Plaidoyer pour une réparation (en anglais The Case for Reparations), est un texte de Ta-Nehisi Coates traduit en France en 2017, publié à l'origine en juin 2014 par la revue américaine The Atlantic.

## Résumé
Dans cet ouvrage, Ta-Nehisi Coates documente à partir d'exemples concrets les spoliations dont sont victimes les Noirs modestes, notamment dans le logement dans le Nord-Est des États-Unis, où une ségrégation systémique a été, à Chicago, le moteur d’une certaine spéculation immobilière.

## Pistes proposées pour des réparations
L'Exemple des organisations collectives
La Contract Buyers League (dans les années 1960 et 1970), composées de gens qui se sont fait escroquer sur leur contrat de logement. Les membres retrouvent les habitations des spéculateurs et informent leurs voisins de leurs pratiques pernicieuses. Ils refusent ensemble de payer leurs mensualités, engagent des poursuites contre les agents immobiliers frauduleux. Cette organisation demande des remboursements et des dédommagements. La National Coalition of Blacks for Reparation in America (N'Cobra), créée en 1987. Le membre Charles J. Ogletree Jr., avocat et prof à Harvard, profite du poids que lui donne la N'Cobra pour plaider plusieurs demandes de dédommagements devant les tribunaux.
La création d'une commission d'étude
Ta-Nehisi Coates prend l'exemple de John Conyers, représentant du Michigan de 1965 à 2017, qui propose annuellement depuis 1989 que le Congrès se penche sur l'esclavage et ses conséquences. La résolution Conyers propose la création d'une "Commission d'étude des propositions de réparations pour les Afro-américains".
L'Exemple de la réparations allemandes à Israël
Le titre américain du livre, « The Case for Reparations » (Plaidoyer pour une réparation) affiche l’idée d’une compensation financière que l’Amérique blanche devrait verser à la communauté noire comme celle que les Allemands ont versé à l’État d’Israël où les Juifs s’étaient regroupés : « Plus important qu’un quelconque chèque, le paiement des réparations signifierait que les États-Unis sortiraient enfin de l’enfance, qu’ils ont dépassé le mythe de leur innocence pour acquérir une sagesse digne de leurs fondations. » ». L'auteur s'appuie sur le cas de la République fédérale Allemande qui verse) partir de 1952 et sur 12 ans 3 milliards de marks à Israël sous forme de biens et services et des indemnisations individuelles. Pour l'historien Tom Segev, il y a un impact psychologique positif des réparations, qui de plus enclenchent un processus de prise de conscience et une compréhension plus éclairée des traumatismes passés.
Proposition et théorisation des réparations
En 1973, dans son ouvrage The Case for Blacks Reparations, le professeur de Yale Boris Bittker théorise de manière concrète le montant des réparations. Il propose de multiplier l'écart de salaire entre Blancs et Noirs par le nombre d'Afro-américains. La somme obtenue (34 milliards de dollars à l'époque) servirait à subventionner un programme de réparations.

### Le cas de la France
Pour la France, la préfacière de l'ouvrage, l'ancienne Garde des sceaux Christiane Taubira estime que « Nulle réparation matérielle n’effacera un crime si grand que l’esclavage ou la colonisation », elle rappelle que le débat sur les réparations doit aussi se poser en France où l'Etat a eu un rôle central dans l'organisation de la traite négrière : « La réparation n’est pas que matérielle. Elle est politique et éthique. Quel sens cela a-t-il de vivre ensemble et de faire comme si le passé n’avait laissé aucune trace ? C’est un non-sens. Il faut avoir du courage, dépasser des préoccupations immédiates »

## Traduction française
Il est traduit en français par Karine Lalechère et publié en France en 2017 aux éditions Autrement, accompagné d'une préface signée Christiane Taubira. L'ouvrage contient 123 pages.

### Prix littéraires
- 2014 : Prix George-Polk[10]
- 2015: The Harriet Beecher Stowe Center Prize[11]